# Minva
Dins la comptabilitat, la minva ocorre quan una empresa té menys elements reals en estoc que en la llista d'inventari. O dit d'una altra manera, és la pèrdua o disminució que pot experimentar una mercaderia a causa del transport o l'emmagatzematge.
Les minves en la venda al detall i en altres indústries fan referència a tota mena de pèrdua de valor en les existències durant la cadena de subministraments, ja sigui per danys, robatoris, fraus o falles de procés, en general, entre el punt de fabricació (o compra d'un proveïdor) i el punt de venda. Això afecta el benefici: si la minva és gran, els beneficis disminueixen. Això impulsa les empreses a augmentar preus per compensar les pèrdues, traspassant el cost de la minva als clients.
Aquest és un tema que des de sempre ha estat present en la indústria del comerç detallista, fet que ha provocat que algunes empreses d'aquest sector estiguin molt acostumades a funcionar amb la minva, considerant-la com un fenomen completament natural i que forma part del negoci, sense ni tan sols qüestionar-se les magnituds o les conseqüències que pot presentar aquest problema. No obstant això, dins de l'última dècada s'han desenvolupat estudis, principalment a Europa i els Estats Units, que plantegen metodologies per aconseguir una millor gestió i control d'aquestes pèrdues, la qual ja han estat provades i testejades amb gran èxit. Aquestes busquen abastar totes les dimensions que poden influir en el problema, evidenciant-lo com un tema netament organitzacional, que pot ser contrarestat

## Causes
Les causes que provoquen les minves per convenció es divideixen en quatre categories: robatori extern, robatori intern, frau entre companyies i error de processos. On, les primeres tres són considerades com minva maliciosa o intencionada, sent molt complex registrar específicament quan o en quina quantitat es va perdre de cada categoria, ja que s'engloben en el concepte de minva "desconeguda". Mentre que l'última, errors de procés, són pèrdues no intencionals associades a processos, pràctiques o procediments mal executats o poc efectius.
Alguns exemples d'aquestes causes poden ser:
- Errors administratius, com ara errors d’enviament, discrepàncies de magatzem i mercaderies fora de lloc
- Errors de caixa o de comprovació de preus a favor del client
- Danys en trànsit o a la botiga
- Errors de tràmits
- Productes peribles que no es venen dins de la seva vida útil i s'han d'acabar llençant
- Frau del proveïdor
- Devolucions i intercanvis, especialment si l'article retornat o intercanviat no es pot vendre